# Мыльный Смит
Джефферсон Рендольф «Мыльный» Смит II (англ. Jefferson Randolph Smith II; 2 ноября 1860, Ковета, штат Джорджия — 8 июля 1898, Скагуэй, штат Аляска) — американский гангстер, мошенник, который прославился своим фирменным трюком с мылом. Преступная деятельность Смита и его банды распространялась на Раунд-Рок, Денвер, Крид, Скагуэй. Основным источником дохода было мошенничество, подпольные казино. Умение заводить нужные знакомства среди политиков и чиновников сделало его настолько популярным, что однажды он сидел на трибуне рядом с губернатором штата Аляска во время празднования 4 июля. «Мыльный» Смит был убит 8 июля 1898 года в городе Скагуэй, штат Аляска, в перестрелке с местным жителем Фрэнком Ридом.

## Биография

### Ранние годы
Джефферсон Рендольф Смит II был старшим ребёнком из четверых детей в семье рабовладельца и практикующего юриста из города Ковета, штат Джорджия. До шестнадцатилетнего возраста Смит помогал по хозяйству на семейной ферме и, преимущественно, вместе со своим товарищем Джо Симмонсоном (англ. Joe Simmons) занимался выпасом коров. В 1876 году семейство Смит распродало имущество и отправилось в городе Раунд-Рок, штат Техас. Именно здесь Джефферсон Смит начинал свою мошенническую деятельность.

### Преступная деятельность
Первой документально известной аферой, благодаря которой Смит и его банда получили прозвище, стало мошенничество с помощью мыла. Осуществлялась она следующим образом: Смит с сообщниками открывал лавочку-аттракцион на оживлённых улицах или ярмарках и выкладывал куски мыла на сундук. Он зазывал публику обещаниями совершить чудо и дать возможность заработать лёгкие деньги каждому желающему. Смит оборачивал мыло банкнотами различного номинала и упаковывал обратно в бумагу. После тщательного перемешивания мошенник продавал каждый кусок мыла по одному доллару. Член его банды, который заблаговременно знал, в каком куске мыла будет спрятана наибольшая купюра, покупал его, становясь счастливчиком из толпы, который выиграл главный приз.
В дальнейшем его банда заняла ведущую роль в криминальном мире, контролируя подпольные игорные салоны благодаря подкупу и взаимовыгодной дружбе с политиками и полицейскими. В 1892 году Смит с бандой перебрался из Денвера в Криди, что было связано с ужесточением борьбы денверских властей с нелегальными казино. Здесь «Мыльный» Смит с сообщниками промышляли мошенничеством до 1897 года, когда полиция вышла на их след. В этот период он был близок к осуществлению крупной аферы в Мексике: Смит пытался убедить президента страны Порфирио Диаса в необходимости приёма на службу иностранного легиона, который будет состоять из американских наёмников; для вербовки и закупки обмундирования «Мыльный» Смит затребовал сумму в 80 тысяч долларов, но президент выдал ему авансом лишь 2 тысячи долларов. Когда посланные для проверки деятельности Смита люди выяснили, кем он является на самом деле, сделка была отменена.
Из Колорадо Смит и его банда перебрались в город Скагуэй на Аляске, где на это время пришёлся рассвет золотой лихорадки. В 1898 году Смит открыл собственное питейное заведение, назвав его — «Салун Джеффа Смита». По воспоминаниям очевидцев, именно в этом месте, сидя в своём кабинете с проведённым электричеством, Смит курил сигары, ел устриц и разрабатывал планы дальнейших афер. Чтобы контролировать и не допустить конкуренцию со стороны других преступников, «Мыльный» Смит организовал из местного населения добровольческий отряд для поддержания правопорядка и назвал его по количеству его участников — «Комитет 317».

### Смерть

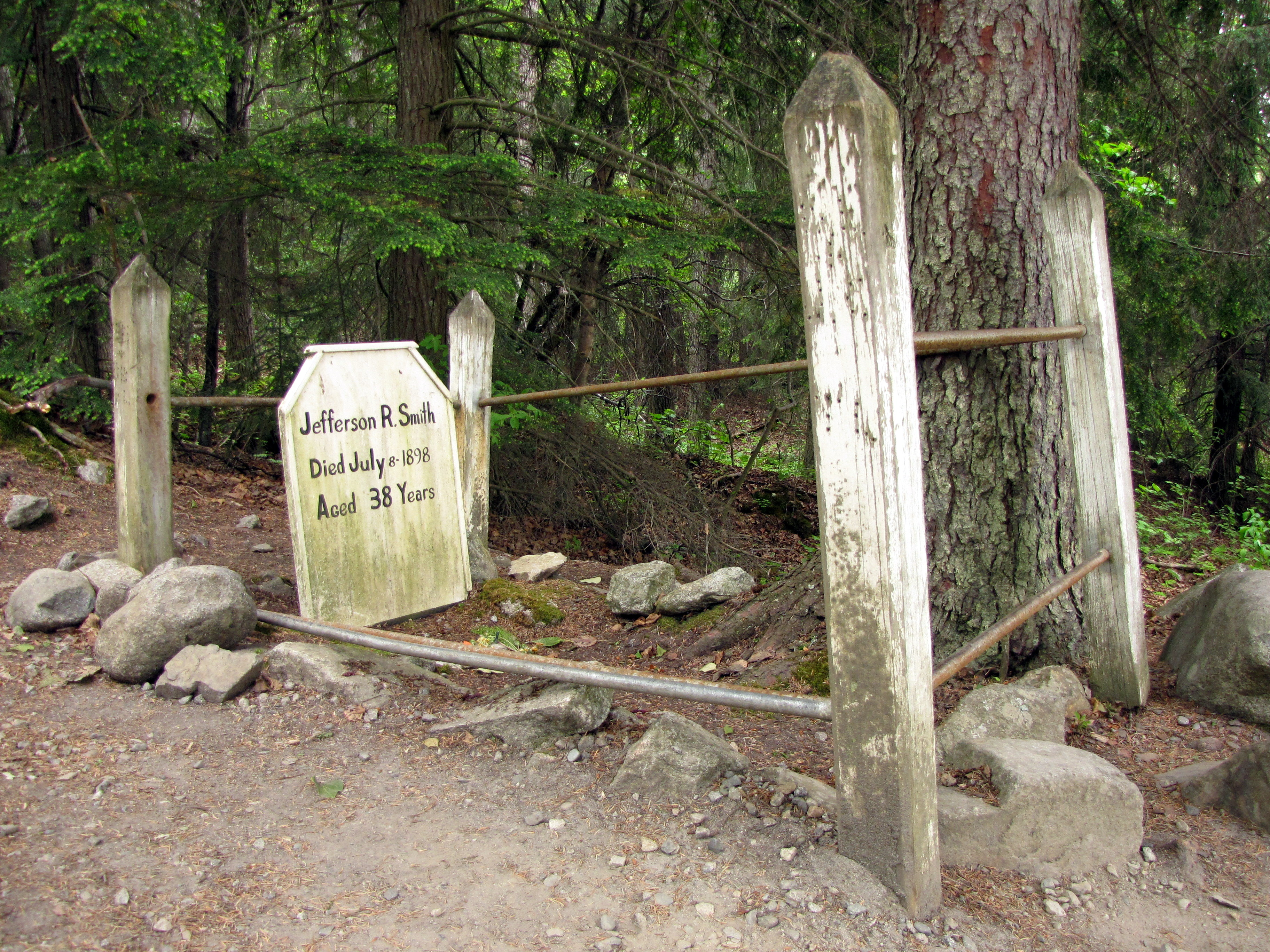
Могила «Мыльного» Смита

Накануне событий, ставших фатальными для Смита, некий золотодобытчик Джон Дуглас Стюарт пришёл к гангстеру в салун, чтобы продать мешок золота на сумму 2,7 тысяч долларов. Члены банды решили не упустить возможности завладеть золотом и предложили сыграть в карты с самим Смитом. В результате главарь банды выиграл, и мешок с золотом отобрали силой, поскольку золотодобытчик отказался платить. В поисках защиты пострадавший обратился к федеральному маршалу города Скагуэйя, который посоветовал добыть на приисках ещё золота, поскольку бессилен что-либо сделать. После этого Джон Стюарт распространил по городу слухи о самоуправстве банды и бессилии властей, и жители озлобились на мошенников. Горожане предложили Смиту выяснить отношения на берегу у причала Джуно, куда он и отправился 8 июля. Во время перепалки Смит замахнулся на одного из жителей по имени Фрэнк Рид, но тот отмахнулся и выстрелил в гангстера. Далее последовал выстрел «Мыльного» Смита, после чего люди увидели замертво лежащего гангстера и тяжело раненного Рида, который спустя 12 дней скончался.
После смерти главаря многих членов банды «Мыльного» Смита арестовал федеральный маршал Джошуа Эм Таннер (англ. Josiah M. Tanner).

## Семья
В Денвере Смит познакомился с местной танцовщицей Мэри Нунан (англ. Mary Noonan), на которой вскоре женился. В силу особенностей преступной жизни и из-за опасений за безопасность жены, Смит отправил ее в новоприобретенный дом в Сент-Луисе. В дальнейшем у пары появилось на свет трое детей. Смит никогда не задерживался подолгу с семьёй, ограничиваясь лишь редкими визитами, хотя исправно отправлял денежные переводы.

## Упоминания

### Массовые мероприятия
- Ежегодно 8 июля в «Волшебном замке[англ.]» в Голливуде проводится фестиваль в честь «Мыльного» Смита, во время которого организовываются представления с магическими трюками[10]